# Liste des biens culturels d'importance nationale dans le canton d'Obwald

Blason du canton d'Obwald.

Cette liste présente les biens culturels d'importance nationale dans le canton d'Obwald. Cette liste correspond à l'édition 2009 de l'Inventaire Suisse des biens culturels d'importance nationale (Objets A) pour le canton d'Obwald. Il est trié par commune et inclus : 22 bâtiments séparés, 6 collections et 3 sites archéologiques.

## Inventaire
| Photo | Objet                                                                                          | Type | Type | Type | Type | Type | Type | Type | Adresse             | Commune   | Coordonnées                      |
| Photo | Objet                                                                                          | A    | Arch | B    | E    | M    | O    | S    | Adresse             | Commune   | Coordonnées                      |
| ----- | ---------------------------------------------------------------------------------------------- | ---- | ---- | ---- | ---- | ---- | ---- | ---- | ------------------- | --------- | -------------------------------- |
|       | Pilatusbahn avec station terminale                                                             |      |      |      |      |      |      | S    | Brünigstrasse 4     | Alpnach   | 46° 57′ 20″ nord, 8° 16′ 37″ est |
|       | Uechteren (domaine romain)                                                                     | A    |      |      |      |      |      |      |                     | Alpnach   | 46° 56′ 06″ nord, 8° 16′ 02″ est |
|       | Abbaye d'Engelberg avec bibliothèque abbatiale, collection de musique et archives du monastère |      | Arch | B    |      | M    | O    |      |                     | Engelberg | 46° 49′ 14″ nord, 8° 24′ 33″ est |
|       | Maison de maître avec pavillon de jardin                                                       |      |      |      | E    |      |      |      | Grafenort           | Engelberg | 46° 52′ 11″ nord, 8° 22′ 18″ est |
|       | Chapelle de la Sainte-Croix                                                                    |      |      |      | E    |      |      |      | Grafenort           | Engelberg | 46° 52′ 11″ nord, 8° 22′ 23″ est |
|       | Ferme im Huwel                                                                                 |      |      |      |      |      | O    |      | Wiesenstrasse       | Kerns     | 46° 54′ 13″ nord, 8° 16′ 27″ est |
|       | Ferme du Grosshostett                                                                          |      |      |      |      |      | O    |      |                     | Kerns     | 46° 53′ 21″ nord, 8° 17′ 48″ est |
|       | Frühneuzeitliche Verhüttungsanlage Melchtal                                                    | A    |      |      |      |      |      |      |                     | Kerns     | 46° 50′ 24″ nord, 8° 16′ 49″ est |
|       | Chapelle Saint-Nicolas                                                                         |      |      |      | E    |      |      |      | St. Niklausen       | Kerns     | 46° 52′ 12″ nord, 8° 16′ 44″ est |
|       | Chalet Müller, habitation alpine médiévale et moderne                                          | A    |      |      |      |      |      |      | Melchsee-Frutt      | Kerns     | 46° 46′ 28″ nord, 8° 16′ 48″ est |
|       | Maison natale de Nicolas de Flue                                                               |      |      |      | E    |      |      |      | Flüeli-Ranft        | Sachseln  | 46° 52′ 18″ nord, 8° 16′ 03″ est |
|       | Maison de Nicolas de Flue                                                                      |      |      |      | E    |      |      |      | Flüeli-Ranft        | Sachseln  | 46° 52′ 19″ nord, 8° 16′ 10″ est |
|       | Ancien bains Kurhaus, Hôtel Paxmontana                                                         |      |      |      | E    |      |      |      | Flüeli-Ranft        | Sachseln  | 46° 52′ 24″ nord, 8° 16′ 14″ est |
|       | Chapelle du tombeau                                                                            |      |      |      | E    |      |      |      | Dorfstrasse         | Sachseln  | 46° 52′ 03″ nord, 8° 14′ 24″ est |
|       | Chapelle Charles Borromée                                                                      |      |      |      | E    |      |      |      | Flüeli-Ranft        | Sachseln  | 46° 52′ 21″ nord, 8° 16′ 06″ est |
|       | Église paroissiale catholique et de pèlerinage de Saint-Théodule                               |      |      |      | E    |      |      |      | Dorfstrasse         | Sachseln  | 46° 52′ 03″ nord, 8° 14′ 24″ est |
|       | Chapelle haute de Ranft avec ermitage                                                          |      |      |      | E    |      |      |      | Flüeli-Ranft        | Sachseln  | 46° 52′ 11″ nord, 8° 16′ 16″ est |
|       | Chapelle basse de Ranft                                                                        |      |      |      | E    |      |      |      | Flüeli-Ranft        | Sachseln  | 46° 52′ 07″ nord, 8° 16′ 20″ est |
|       | Chapelle St. Michael                                                                           |      |      |      | E    |      |      |      | Kirchhofen          | Sarnen    | 46° 53′ 37″ nord, 8° 14′ 17″ est |
|       | Maisons jumelles «am Grund»                                                                    |      |      |      | E    |      |      |      | Grossgasse          | Sarnen    | 46° 53′ 42″ nord, 8° 14′ 46″ est |
|       | Maisons jumelles Grundacher                                                                    |      |      |      | E    |      |      |      | Gesellenweg 4       | Sarnen    | 46° 53′ 38″ nord, 8° 14′ 53″ est |
|       | Tour des sorcières                                                                             |      |      |      | E    |      |      |      | Kirchstrasse        | Sarnen    | 46° 53′ 44″ nord, 8° 14′ 37″ est |
|       | Église paroissiale catholique de St. Pierre et Paul                                            |      |      |      | E    |      |      |      | Kirchhofen          | Sarnen    | 46° 53′ 37″ nord, 8° 14′ 17″ est |
|       | Église du collège St. Martin                                                                   |      |      |      | E    |      |      |      | Brünigstrasse       | Sarnen    | 46° 53′ 30″ nord, 8° 14′ 44″ est |
|       | Édifice législatif cantonal                                                                    |      |      |      | E    |      |      |      | Dorfplatz 8         | Sarnen    | 46° 53′ 46″ nord, 8° 14′ 42″ est |
|       | Collections et archives musicales du monastère de femmes de Saint-André                        |      | Arch |      |      | M    |      |      | Brünigstrasse 157   | Sarnen    | 46° 53′ 38″ nord, 8° 14′ 44″ est |
|       | Arsenal de Landenberg                                                                          |      |      |      |      |      | O    |      |                     | Sarnen    | 46° 53′ 48″ nord, 8° 14′ 38″ est |
|       | Archives cantonales                                                                            |      | Arch |      |      |      |      |      | St. Antonistrasse 4 | Sarnen    | 46° 53′ 41″ nord, 8° 14′ 56″ est |

1. ↑  Légende des différents types de biens :
  - A : Archéologie
  - Arch : Archive
  - B : Bibliothèque
  - E : Objet unique
  - M : Musée
  - O : Objets multiples
  - S : Cas particulier